# مدی بنآمودا
مدی بنآمودا (فرانسوی: Mehdi Benhamouda‎؛ زادهٔ ۲ ژانویهٔ ۱۹۹۵ ‏(۳۰ سال)) دوچرخه‌سوار اهل فرانسه است.
از باشگاه‌هایی که در آن رکاب زده‌است می‌توان به تیم دوچرخه‌سواری نووو نوردیسک اشاره کرد.